# Łosyny
Łosyny (ukr. Лосини) – wieś na Ukrainie w rejonie lwowskim (wcześniej w rejonie żółkiewskim) obwodu lwowskiego.

## Historia
Dawniej wieś w Gminie Potylicz w powiecie rawskim.